# Joseph Félix Blanc
Joseph Félix Blanc SM (ur. 26 marca 1872 w Tulonie, zm. 8 czerwca 1962) – francuski duchowny rzymskokatolicki, marysta, misjonarz, pisarz, wikariusz apostolski Środkowej Oceanii i Wysp Tonga.

## Biografia
Joseph Félix Blanc urodził się 26 marca 1872 w Tulonie we Francji. 23 czerwca 1895 otrzymał święcenia prezbiteriatu i został kapłanem Towarzystwa Maryi (marystów).
17 lutego 1912 papież Pius X mianował go wikariuszem apostolskim Środkowej Oceanii oraz biskupem tytularnym Dibonu. 29 czerwca 1912 przyjął sakrę biskupią z rąk arcybiskupa wellingtońskiego Francisa Redwooda SM.
13 kwietnia 1937 jego wikariat apostolski zmienił nazwę. Tym samym tytuł bpa Blanca zmienił się na wikariusz apostolski Wysp Tonga.
W 1952 lub 1953, po ukończeniu 80 lat, zrezygnował z katedry. Zmarł w 8 czerwca 1962.

## Twórczość
Biskup Blanc napisał trzy książki o tematyce misji w Oceanii:
- Chez les meridionaux du Pacifique (1910)
- Les îles Wallis, la dernière acquisition de la France dans le Pacifique (1914)
- L'heritage d'un évêque d'Océanie (1921)